# Karpatt
Karpatt — французско-каталонская музыкальная группа из Парижа, исполняющая песни преимущественно в жанре "нового шансона" и каталонской "новой песни", при этом, берущая вдохновение в большом количестве музыкальных источников: босса-нова, сальса, реггей, блюз и джаз-мануш.
Ядро группы состоит из Фреда Ролла́ (Frédéric Rollat) — певца, композитора и гитариста, его брата Оливье Ролла́ — перкуссиониста и Гаэтана (Гетса) Лера́ (Gets Lerat) — соло-гитариста, к которым присоединяются различные контрабасисты и перкуссионисты.
До основания группы Karpatt, Фред Ролла играл в группе Yan et les Abeilles. Песня «Mademoiselle» вышедшая на альбоме A l’ombre du ficus является начальным лейтмотивом песни «Mam’zelle Angèle» (Yan et les Abeilles, альбом La tournée des Ardoises).
В записи альбома Dans le caillou приняли участие Mano Solo и Richard Lornac.
Перед поездкой в турне в Тунис в 2005, группа работала над выходом своего третьего альбома, Dans de beaux draps, релиз которого состоялся в апреле 2006.

## Дискография
- A l’ombre du ficus (2002)
- Dans le caillou (2004)
- Dans de beaux draps  (2006)
- Montreuil (2009)
- À droite à gauche (live) (2010)
- Sur Le Quai (2011)
- Angora (2016)
- Valparaiso (2019)
- En Escale (2023)